# Harris Dickinson
Pour les articles homonymes, voir Dickinson.
Harris Dickinson, né le 24 juin 1996 à Leytonstone à Londres, est un acteur et réalisateur britannique.
Après avoir tenu plusieurs seconds rôles dans diverses séries télévisées, il se fait remarquer avec le drame érotique Les Bums de plage de Eliza Hittman (2017). Il alterne par la suite entre grosses productions comme  Maléfique : Le Pouvoir du mal (2019), The King's Man : Première Mission (2021) et productions indépendantes, notamment dans Sans filtre (2022) de Ruben Östlund, lauréat de la Palme d'or au Festival de Cannes, et Babygirl (2024) de Halina Reijn.

## Biographie

### Enfance et formation
Harris Dickinson est né et a grandi à Leytonstone, dans le quartier East London de Londres,. À dix-sept ans, il abandonne l'école, où il étudiait jusque-là le cinéma et le théâtre. Il choisit presque une carrière dans les Royal Marines, avant d'être convaincu de retourner au théâtre par son professeur à la RAW Academy de Londres. Dickinson a déjà déclaré que bien de gens choisissent de ne pas suivre leurs passions « parce qu'ils ont peur, ou n'ont pas de réseau de soutien ».

### Carrière
Harris Dickinson est révélé en 2016 par le film Les Bums de plage d'Eliza Hittman. Le film, se déroulant en grande partie à Coney Island, relate l'histoire d'un jeune homme tourmenté par sa sexualité. Pour son interprétation, Dickinson est nommé pour le Spirit Award du meilleur acteur, et obtient aux London Film Critics Circle Awards le prix du jeune acteur britannique de l'année, ainsi qu'aux Gotham Independent Film Awards le prix de la révélation de l'année,.
Après cette percée, Dickinson enchaîne des projets et des rôles éclectiques. L'année suivante, il est la tête d'affiche du thriller Caravage et moi dans lequel il incarne le rôle d'un escort boy aux côtés de Jonah Hauer-King. Le film passe cependant relativement inaperçu. Il joue ensuite dans le film de science-fiction Darkest Minds : Rébellion aux côtés d'Amandla Stenberg et Mandy Moore. Il incarne l'Américain John Paul Getty III dans la série américaine Trust, diffusée à partir de mars 2018. En 2018, il interprète le prince charmant Philippe à l'occasion du film fantastique Maléfique : Le pouvoir du mal des studios Disney, avec Angelina Jolie. En 2019, il fait une brève apparition dans le drame romantique Matthias et Maxime du réalisateur québécois Xavier Dolan.
Au début des années 2020, il apparaît auprès de certains médias comme l'un des sex-symbols de sa génération d'acteurs. En 2022, il incarne le rôle principal masculin dans la comédie satirique Sans filtre de Ruben Östlund qui remporte la Palme d'or à Cannes la même année tout en jouant dans le drame psychologique Là où chantent les écrevisses où il donne la réplique à Daisy Edgar-Jones et dans la comédie policière Coup de théâtre face à Saoirse Ronan, Sam Rockwell et Adrien Brody.
En 2023, il est à l'affiche du drame indépendant Scrapper mais également dans le film biographique Iron Claw de Sean Durkin où il incarne le rôle de David Von Erich (en) et donne la réplique à Zac Efron et Jeremy Allen White.
En 2024, il tourne dans le thriller érotique Babygirl de Halina Reijn face à Nicole Kidman et Antonio Banderas mais également dans le drame de guerre Blitz de Steve McQueen où il donne de nouveau la réplique à Saoirse Ronan.
En 2025, il tourne son premier long-métrage en tant que réalisateur, un drame intitulé Urchin. Le film est sélectionné dans la section Un Certain Regard du Festival de Cannes 2025, et est en même temps en compétition pour la Caméra d'or.  
Il est choisi pour jouer le rôle de John Lennon dans quatre films biographiques sur la carrière des Beatles réalisés par Sam Mendes et prévus pour sortir en 2027.

## Filmographie

### En tant qu'acteur

#### Courts-métrages
- 2014 : Battle Lines de Julian Peedle-Calloo : Stanley
- 2017 : Morning Blues de Graham Bryan
- 2018 : Darkest Minds : Rebellion

#### Longs-métrages
- 2017 : Les Bums de plage (Beach Rats) d'Eliza Hittman : Frankie
- 2018 : Caravage et moi (Postcards from London) de Steve McLean : Jim
- 2018 : Darkest Minds : Rébellion (The Darkest Minds) de Jennifer Yuh Nelson : Liam
- 2019 : Matthias et Maxime de Xavier Dolan : Kevin "Kev" McAfee
- 2019 : Maléfique : Le Pouvoir du mal (Maleficent: Mistress of Evil) de Joachim Rønning : le Prince Philippe
- 2020 : County Lines de Henry Blake : Simon
- 2021 : The King's Man : Première Mission (The King's Man) de Matthew Vaughn : Conrad Oxford
- 2021 : The Souvenir: Part II de Joanna Hogg : Pete
- 2022 : Sans filtre (Triangle of Sadness) de Ruben Östlund : Carl
- 2022 : Là où chantent les écrevisses (Where the Crawdads Sing) d'Olivia Newman : Chase Andrews
- 2022 : Coup de théâtre (See How They Run) de Tom George : Richard Attenborough
- 2023 : Scrapper de Charlotte Regan (en) : Jason
- 2023 : Iron Claw (The Iron Claw) de Sean Durkin : David Von Erich (en)
- 2024 : Babygirl de Halina Reijn : Samuel
- 2024 : Blitz de Steve McQueen : Jack
- 2025 : Urchin de lui-même : Nathan

### En tant que réalisateur

#### Courts-métrages
- 2013 : Who cares
- 2014 : Surface
- 2015 : Drop

#### Longs-métrages
- 2025 : Urchin

### Télévision

#### Séries télévisées
- 2014 : Some Girls : Tonka (2 épisodes)
- 2017 : Affaires non classées : Aaron Logan (2 épisodes)
- 2017 : Clique : Sam (4 épisodes)
- 2018 : Trust : J. Paul Getty III (saison 1, 10 épisodes)
- 2023 : A Murder at the End of the World : Bill Farrah

#### Téléfilm
- 2016 : Home de Brad Anderson : P.K Bell

## Distinctions

### Récompenses
- Gotham Awards 2017 : Gotham Award de la révélation de l'année pour Les Bums de plage
- London Film Critics Circle Awards 2017 : Meilleur jeune acteur pour Les Bums de plage

### Nomination
- Film Independent Spirit Awards 2017 : Spirit Award du meilleur acteur pour Les Bums de plage

## Voix francophones
En France, Clément Moreau et Aurélien Raynal sont les voix françaises récurrentes de l'acteur, chacun l’ayant doublé respectivement à cinq et trois reprises. Clément Moreau dans Darkest Minds : Rébellion, The King's Man : Première Mission, Coup de théâtre, Iron Claw et Blitz, Aurélien Raynal dans Maléfique : Le Pouvoir du mal , Là où chantent les écrevisses et dans la série Un meurtre à l’autre bout du monde.
Gregory Quidel l’a à titre exceptionnel doublé à deux reprises dans Les Bums de plage et la série Trust, tout comme Alexis Gilot dans le film Babygirl.